# Rudi Carrell
Rudi Carrell, nato Rudolf Wijbrand Kesselaar (Alkmaar, 19 dicembre 1934 – Brema, 7 luglio 2006), è stato un cantante e showman olandese.

## Biografia
Il suo programma Rudi Carrell Show fu prodotto e trasmesso sia nei Paesi Bassi che in Germania dagli anni '60 agli anni '90.
Carrell fu apprezzato anche come cantante e in tale veste prese parte all'Eurovision Song Contest 1960 come rappresentante dei Paesi Bassi.
Morì per un tumore al fegato nel 2006.